# Stara Vrhnika
Stara Vrhnika – wieś w Słowenii, w gminie Vrhnika. W 2018 roku liczyła 744 mieszkańców.